# 努瓦当
努瓦当（法語：Noidan，法語發音：[nwadɑ̃]）是法国科多尔省的一个市镇，属于蒙巴尔区。

## 地理
努瓦当（47°20'42"N, 4°24'32"E）面积7.87 平方千米，位于法国勃艮第-弗朗什-孔泰大區科多尔省，该省份为法国中东部省份，北起奥布省，西接涅夫勒省和约讷省，南至索恩-卢瓦尔省，东南接汝拉省，东临上索恩省，东北部与上马恩省接壤。
与努瓦当接壤的市镇（或旧市镇、城区）包括：克拉姆雷、托雷苏沙尔尼、沙尔尼、丰唐日、诺尔米耶。

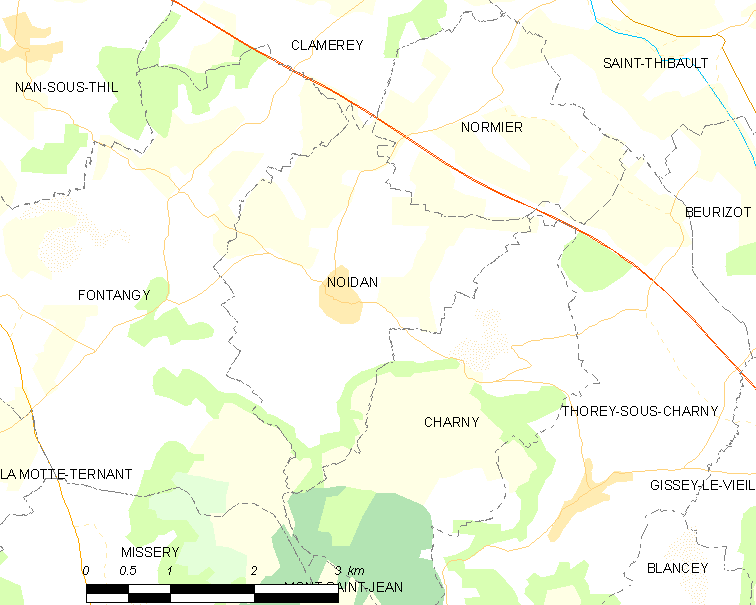
努瓦当的OSM定位图

努瓦当的时区为UTC+01:00、UTC+02:00（夏令时）。

## 行政
努瓦当的邮政编码为21390，INSEE市镇编码为21457。

## 政治
努瓦当所属的省级选区为欧苏瓦地区瑟米尔县。

## 人口

1962-2008年间努瓦当人口变化图示

努瓦当于2022年1月1日时的人口数量为87人。